# 好利旺电机
好利旺电机（日语：オリオン電機株式会社），是一家1958年在日本大阪成立的日本家用电器公司。公司总部位于福井县越前市。最早的产品包括有晶体管收音机、录音机、汽车音响和组合音响。它也是世界最大的OEM电视和录音设备生产厂家之一，每年生产超过600万台电视机和200万台DVD播放机和TV盒；绝大多数产品都在泰国的工厂进行生产。

## 概述
好利旺电机拥有超过9000名员工，其工厂和办公场所主要分布在多个国家，包括日本、泰国、波兰、英国和美国。通过多年研发，好利旺电机生产出的彩色电视、机顶盒、DVD播放器等，进入到美国、欧洲和澳大利亚市场。其旗舰工厂在泰国成为主要的出口商之一。